# Seminario vescovile di Albenga
Il seminario vescovile di Albenga è un'istituzione scolastica cattolica della diocesi di Albenga-Imperia. 

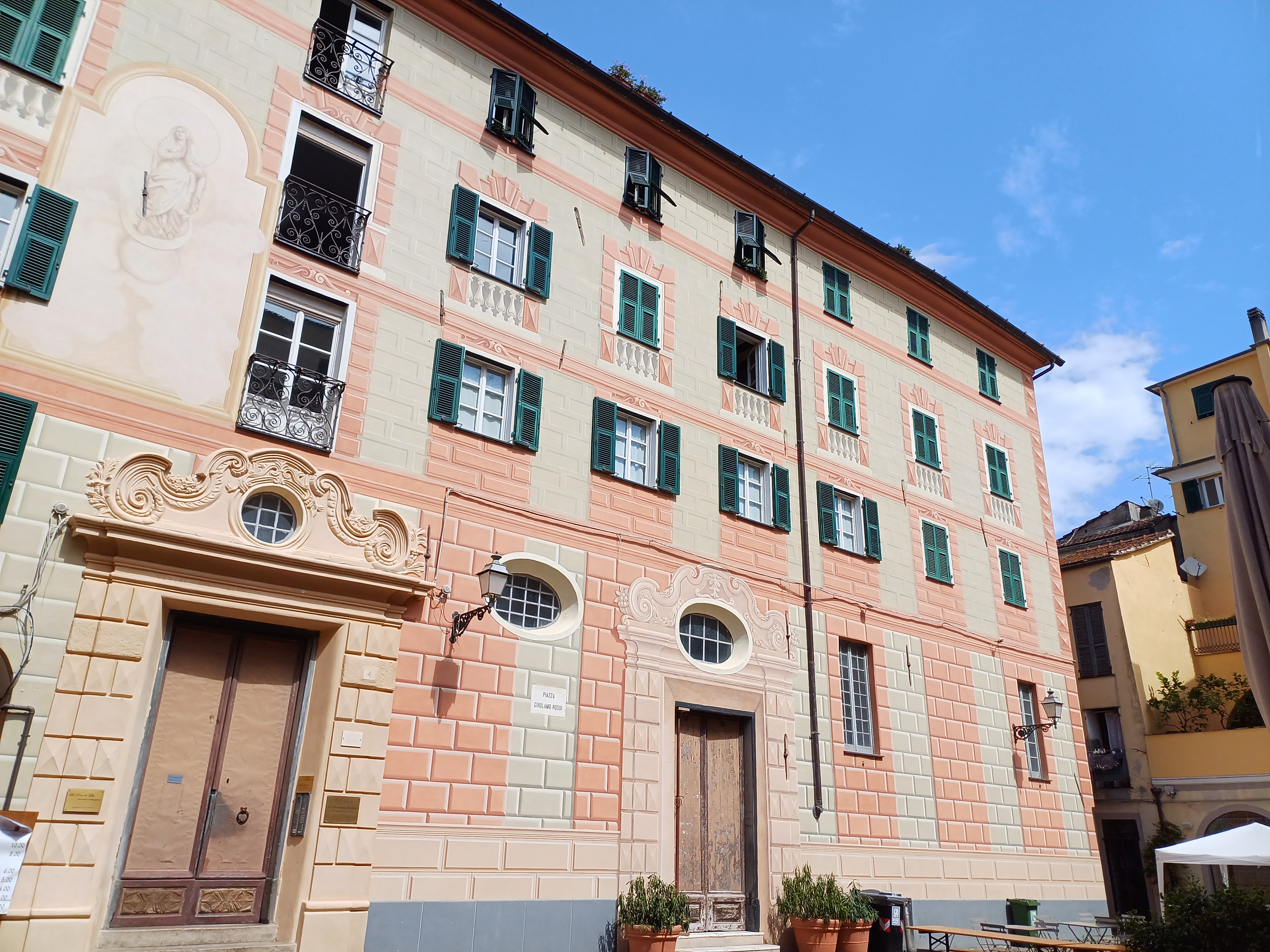
La facciata del vecchio seminario

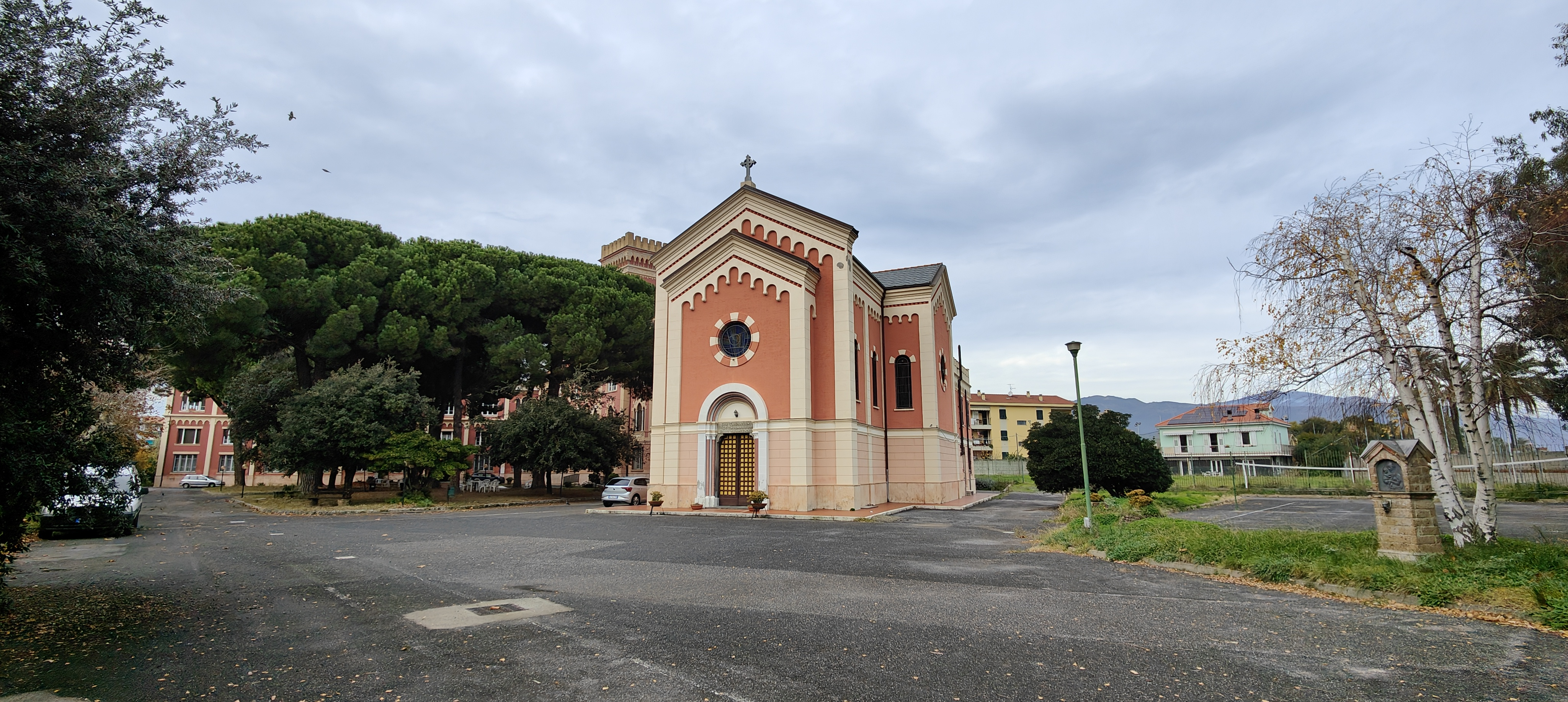
L'area esterna della nuova sede con la chiesa

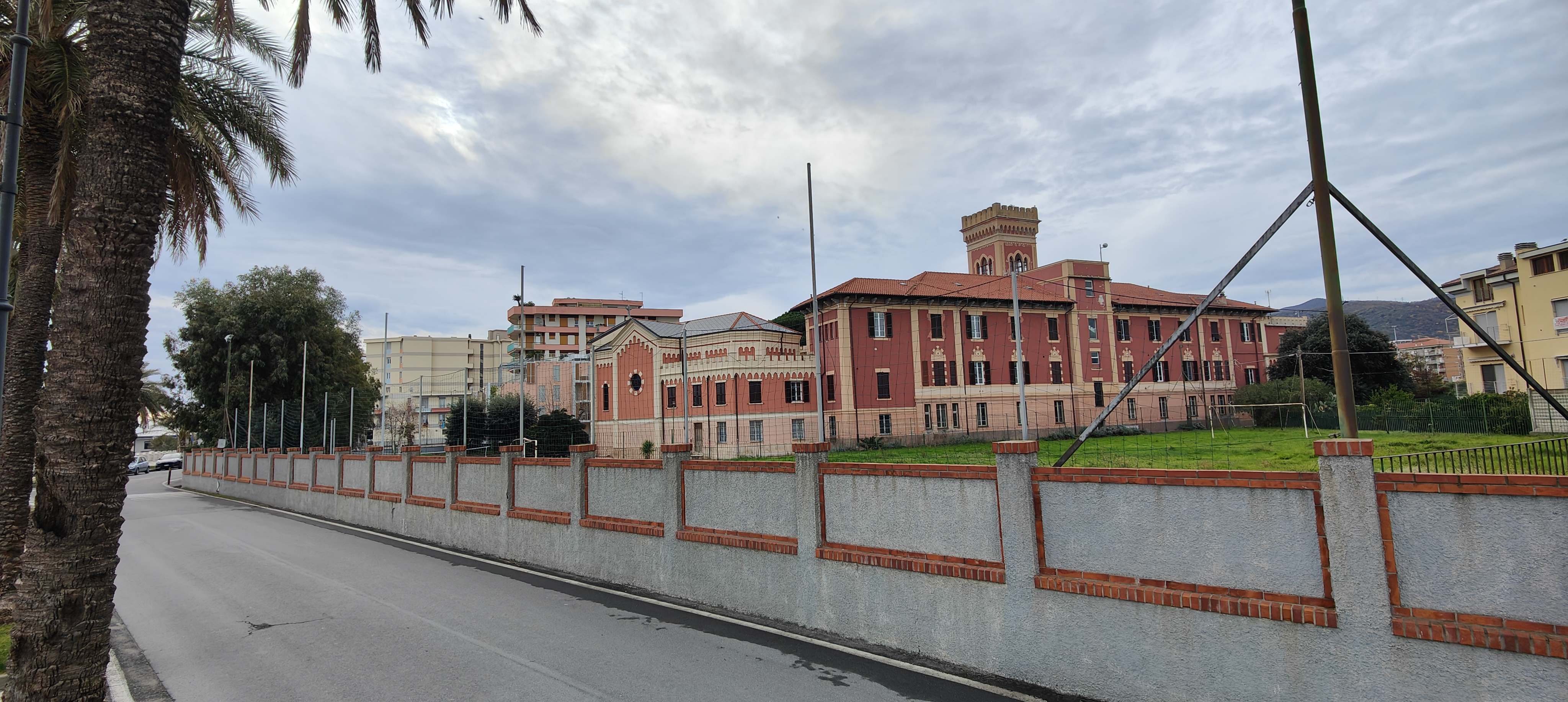
Il complesso visto dal lungomare Doria dopo piazza de Andrè

Attualmente con sede nel moderno edificio a poche decine di metri dal mare, mentre anticamente si trovava nel centro storico.

## Storia
Il 21 aprile 1569 l'allora vescovo di Albenga Carlo Cicada, seguendo le istruzioni del Concilio di Trento, costituì il seminario di Albenga presso il chiostro della cattedrale. Il primo regolamento si riferisce a quello emanato da San Carlo Borromeo, e garantiva il vitto, l'alloggio, vestiti e istruzione gratuita. Le entrate erano basate su imposte ad istituti di carità, confraternite, abbazie e pievi. La costruzione del nuovo seminario è dovuta alla ricostruzione e al restauro di parte della città dopo lo straripamento del Centa del 1564. Il vescovo Luca Fieschi decise infatti di restaurare la cattedrale, episcopio e chiostro capitolare, oltre che la chiesa di San Lorenzo e il collegio, abolito pochi anni prima, ad esso annesso, dove venne deciso dovesse nascere il futuro seminario dotato di locali di prestigio. I lavori vennero completati sotto l'episcopato di Vincenzo Landinelli che aggiornò il regolamento in chiave più moderna. Il seminario prese definitivamente possesso della chiesa di San Lorenzo il 25 marzo 1622.
Il seminario aprì il 22 marzo 1635 con una prima classe di 12 ragazzi, con vescovo Pier Francesco Costa, patrizio albenganese, a cui si deve la redazione del Sacro e vago Giardinello che ci ha dato una descrizione certa dell'intera diocesi.
«Sono ammessi in seminario quei fanciulli che danno sicuro affidamento, abbiamo inclinazione allo studio, siano di buona indole, nati ad Albenga o Diocesi da legittimo matrimonio. Sappiano leggere e scrivere, non abbiano difetti corporali o infermità tali da pregiudicare il profitto negli studi.»
Il seminario accoglie anche quei giovani che anche se non poveri potevano dare sicuro affidamento. L'età minima per entrare è di 12 anni la massima di 17, ed è propedeutico il saper servire messa. Chi entra in seminario oltre i 15 anni deve dar prova di avere la fedina penale pulita e promettere inoltre di non lasciare l'abito ecclesiastico senza permesso.
Il corredo garantiva:
- Breviario
- Ufficio della Madonna
- corona del Santo Rosario
- un quadro del Salvatore o della Madonna o altri santi
- Un libro per la meditazione
- Una acquasantiera
- Un letto
- Una cassapanca
- Uno sgabello
- 2 piatti di stagno
- 1 cucchiaio ma non di argento

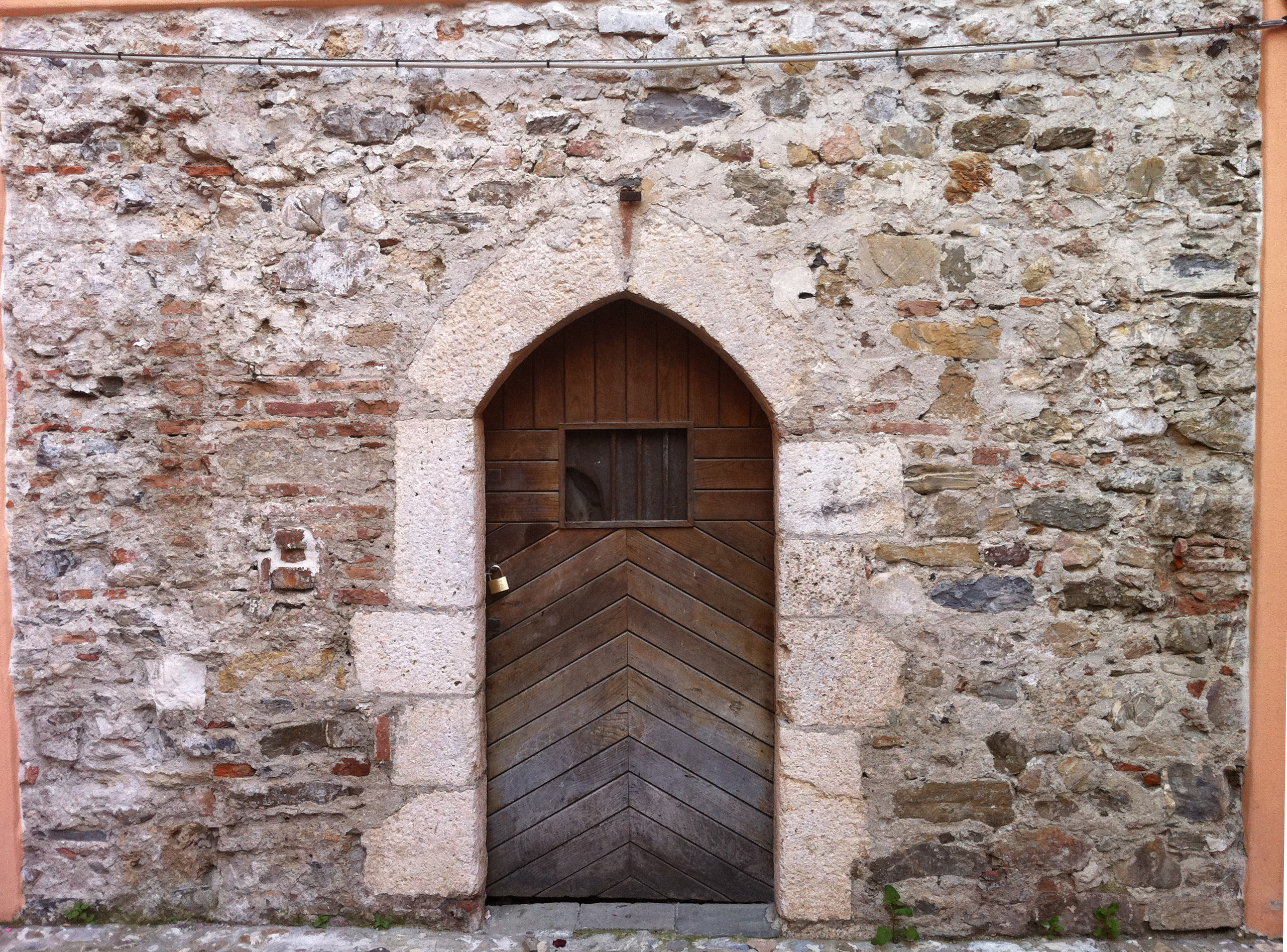
Antica entrata posta sul retro del palazzo del seminario

Durante questo episcopato, il 2 luglio 1637, pirati saraceni saccheggiarono la vicina Ceriale deportando uomini, donne e bambini. Mentre marciavano per invadere Albenga, si fermarono dopo il ponte romano, nei pressi di Pontelungo, secondo la leggenda spaventati dai fuochi che provenivano dall'interno della città; in quel punto venne eretto un santuario alla Madonna, ed ancora oggi il 2 luglio si ricorda tale evento, che però segnò pesantemente l'animo e la salute del vescovo. Spesso andava nelle ville di Lusignano, di Conscente o di Balestrino per trovare un po' di conforto. Alla sua morte decretò che 1000 scudi d'oro e la villa di Lusignano fossero lasciati al seminario.
Nel secolo successivo il seminario fu costretto a trasferirsi a Lusignano perché la città era occupata da 1200 soldati agli ordini del commissario cittadino Emanuele Ricci. Ma sotto il vescovo Carlo Maria Fornari il seminario tornò nella sua sede in Albenga.
Dal 1746 divenne vescovo Costantino Serra, di Genova, che ordinò molti sacerdoti, 103 solo nel 1749. Il vescovo ampliò il seminario di San Lorenzo. I lavori finiti nel 1762 vennero finanziati con la vendita di terreni, devoluzioni di canoni del capitolo della cattedrale, finanziamenti del consiglio comunale, varie eredità. Queste somme portarono a poter raddoppiare il numero dei posti gratuiti.

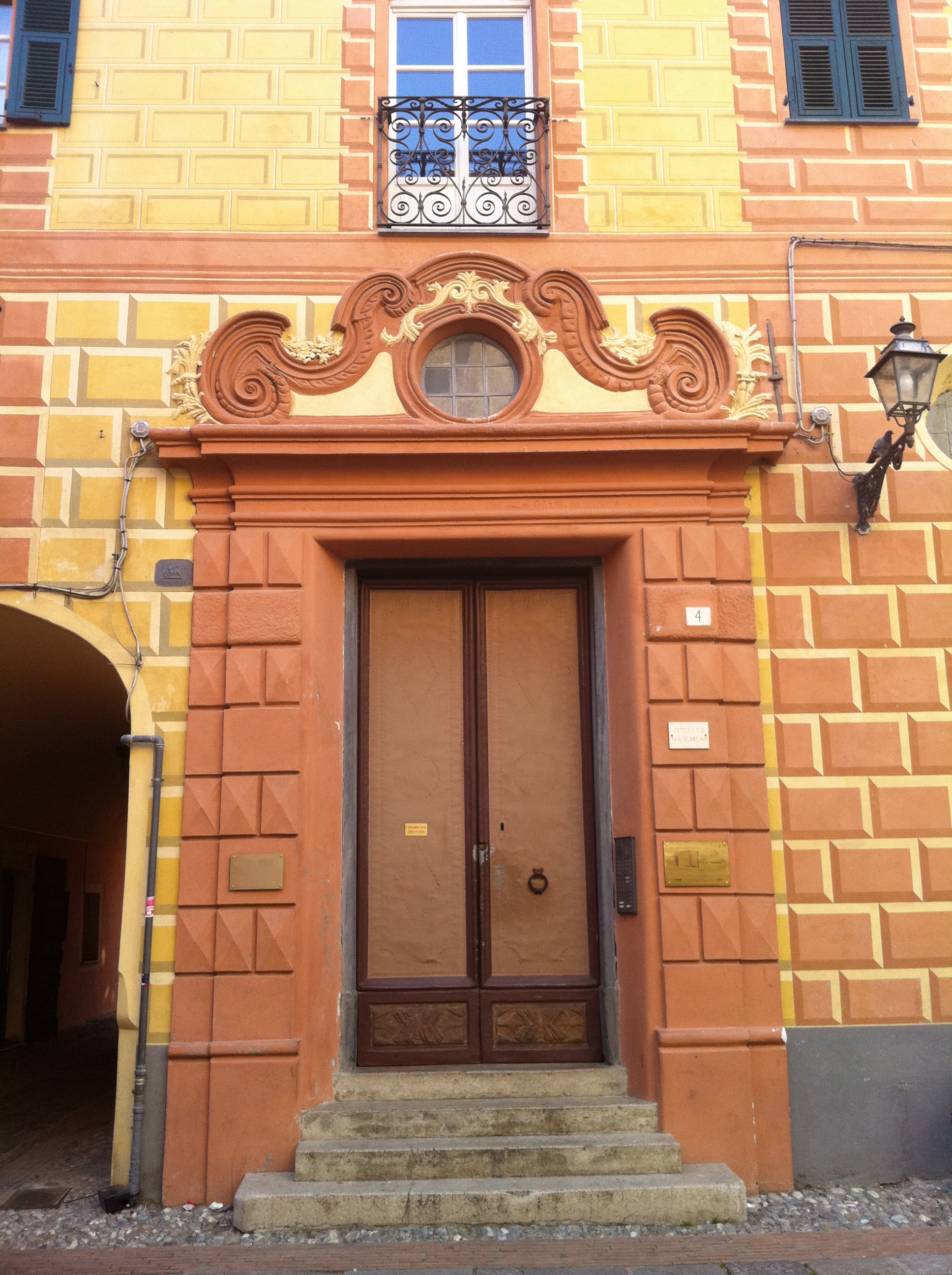
Entrata dell'antica sede del seminario

Con la rivoluzione francese il seminario viene chiuso, gli studenti si trasferiscono al Collegio Oddi o presso la curia vescovile.
Per fortuna della città nel 1802 venne nominato vescovo il voltrese Angelo Vincenzo Dania, che da giovane era stato compagno di classe dello stesso Napoleone Bonaparte, chiese al monsignore di riaprire il seminario e di ottenere nel 1812 un monastero delle Clarisse e nel 1820 aprì l'ospedale di N.S. Di Misericordia sotto la protezione dell'omonima confraternita ingauna.
Il vescovo Carmine Cordiviola, catanese, decise di aprire un seminario minore nella vicina Alassio ristrutturando la chiesa di S. Maria degli Angeli. Cordiviola non si fece però ben volere dagli ingauni, i quali protestarono più volte anche con ricorsi in Municipio.
Il vescovo Raffaele Biale istituì un corso teologico di quattro anni, introdusse lo studio dell'Eloquenza Sacra ed istituì anche il "seminario misto" aperto anche ai giovani avviati alla vita civile.
Dopo l'Unità d'Italia la situazione non era delle migliori, infatti ci fu una crisi delle vocazioni, molti beni vennero alienati ed altri venduti per cifre irrisorie, come l'Isola Gallinara.
Il 29 dicembre 1869 giunse in città Giovanni Bosco che caldeggiava l'opportunità che il seminario alassino venisse trasformato in un collegio per la gioventù, che venne ceduto al Municipio nel 1870.
Nel 1877 sarà vescovo di Albenga Gaetano Alimonda, trasferito a Torino dopo soli 15 mesi. Fece sì che il seminario avesse corsi di livello superiore, quasi andando a recuperare quelle università ecclesiastiche ormai scomparse. Trasformò il collegio dei chierici in "Istituto Superiore degli Studi" istituendo inoltre anche il liceo-convitto, al quale si ambirà accedere da ogni parte d'Italia. Le vocazioni aumentarono tanto che il vecchio ospedale venne inglobato nel seminario per far fronte allo spazio necessario. Il suo successore, Filippo Allegro di Costa Bacelega, costruì il convitto vescovile, l'osservatorio meteorologico, il gabinetto di fisica e il museo scientifico, oltre che ampliare la biblioteca.
Nei successivi periodi ci si rese conto che il vecchio seminario non era più sufficiente, e i vescovi Giosuè Cattarossi, prima, e Angelo Cambiaso, poi, edificarono l'attuale seminario, al tempo in aperta campagna.
Cambiaso nel 1923 scrisse di suo pugno il nuovo regolamento del seminario che non conteneva più precetti coercitivi e punitivi, ma si basava sulla disciplina e sulla non violenza. Divenne un gioiello pedagogico adottato da molti altri istituti.
Nel secondo dopo guerra venne acquistato a Col di Nava Villa Pioppi che divenne residenza estiva del seminario, successivamente ampliata.